# Morton-Gletscher
Der Morton-Gletscher ist ein etwa 24 km langer Gletscher in der antarktischen Ross Dependency. Er fließt von der Holland Range in östlicher Richtung zwischen der Vaughan Promontory und dem Gebirgskamm Lewis Ridge zum Ross-Schelfeis an der Shackleton-Küste. 
Das Advisory Committee on Antarctic Names benannte ihn 1966 nach Lieutenant Commander John A. Morton, Leiter der VX-6-Flugstaffel ALFA der United States Navy, die auf der McMurdo-Station im Winter 1964 stationiert war.